# Ana Clara Guerra Marques

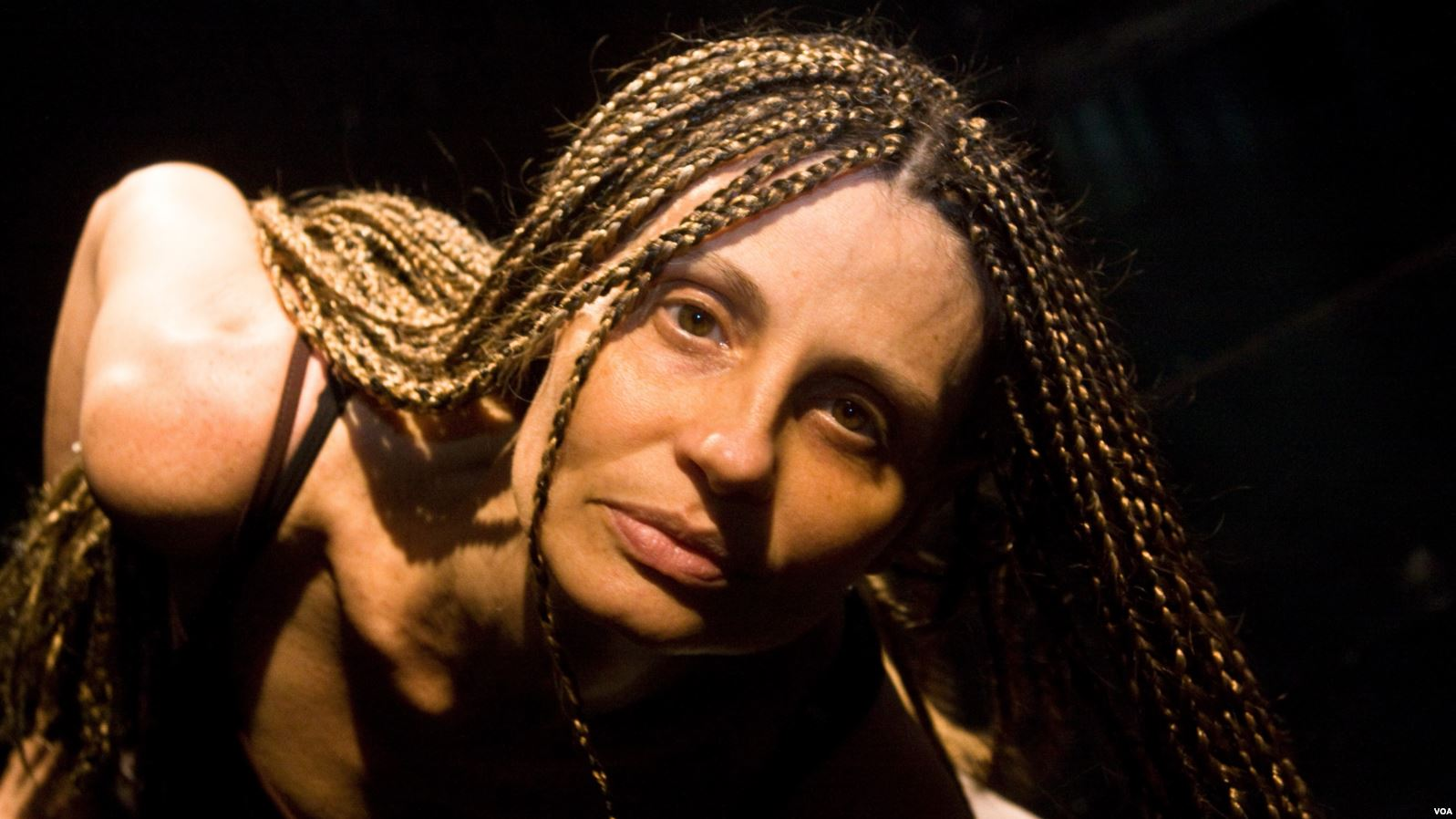
Ana Clara Guerra Marques

Ana Clara Guerra Marques (* 2. November 1962 in Luanda, Portugiesisch-Westafrika) ist eine angolanische Tänzerin, Choreografin und Pionierin des afrikanischen zeitgenössischen Tanzes.

## Leben

### Jugend und Ausbildung
Marques wurde am 2. November 1962 in der Hauptstadt der portugiesischen Kolonie Angola, Luanda, geboren und wuchs in einem künstlerisch-intellektuellen Milieu auf. Ihre Eltern waren befreundet mit zahlreichen Intellektuellen der Hauptstadt, unter anderem soll der Bildhauer José Rodrigues regelmäßiger Gast im Hause gewesen sein. 1970, im Altern von acht Jahren, begann Marques Ballett-Stunden an der Luandaer Tanzschule zu nehmen.
Im Zuge der Unabhängigkeit Angolas 1975 verließen die meisten Lehrerinnen und Lehrer, meist weiße Portugiesen, das Land, sodass die Tanzschule praktisch ohne Personal blieb. Da Marques 1978 noch die erste Ausbildungsstufe zur Tanzlehrerin absolviert hatte, wurde sie gefragt, ob sie, als 15-Jährige, nicht die Leitung der Schule übernehmen wolle. Marques nahm das Angebot an und war somit die Leiterin der einzigen verbliebenen Tanzschule in Angola. Die Schule leitete sie bis 1999.
Rückblickend äußerte sich Marques Jahrzehnte später, dass die Zeit nach der Unabhängigkeit sehr schwierig gewesen sein, da nicht nur Ballett (und der unterrichtete Tanz im Allgemein) als etwas europäisches, koloniales wahrgenommen wurde, sondern auch ihre weiße Hautfarbe auf Ablehnung gestoßen sei.

### Gründung derCompanhia de Dança Contemporânea de Angola
Ende 1987 verließ Marques Angola, um in Portugal an der Lissabonner Escola Superior de Dança Tanz und Pädagogik zu studieren. Das Studium schloss sie 1990 ab und kehrte anschließend 1991 zurück nach Angola. Dort gründete sie das erste professionelle Tanzensemble Angolas für zeitgenössischen Tanz, die Companhia de Dança Contemporânea de Angola (CDCA). Die Tänzerinnen und Tänzer der CDCA erhielt eine professionelle Ausbildung, meist in Europa oder in den USA.
Marques begann zahlreiche Stücke mit bekannten angolanischen Schriftstellern, Künstlern und Bildhauern zu schreiben. Bereits kurz nach der Gründung begann das Ensemble zahlreiche Touren. Der erste Auftritt in Europa fand im Rahmen der Weltausstellung 1992 in Sevilla statt, nachdem der angolanische Kulturminister um einen Auftritt zur Repräsentation des Landes gebeten hatte. Anschließend folgte Touren afrikanische Länder.
Nachdem 1999 das Ensemble seine Tätigkeit einstellte, kehrte Marques Anfang 2000 erneut nach Portugal zurück, um dort einen Master in Anthropologie des Raumes am Institut für Sozial- und Geisteswissenschaften an der Universidade Nova von Lissabon zu absolvieren. Anschließend kehrte sie zurück, 2009 belebte sie das Ensemble wieder. 2017 promovierte Marques zu dem Tanz der Volksgruppe der Chokwe im Nordosten Angolas.
Neben ihrer Arbeit mit der CDCA ist Marques Mitglied des internationalen Tanzrates der UNESCO. Des Weiteren doziert sie an der Agostinho-Neto-Universität Luanda und berät das angolanische Kulturministerium.

## Künstlerisches Wirken
Ana Clara Guerra Marques gilt als eine der bekanntesten Tänzerinnen und Choreografinnen des Landes und gleichermaßen als Pionierin des zeitgenössischen Tanzes in Angola. Insbesondere ihre Interpretation traditioneller angolanischer Tänze und Folklore und ihre Verbindung dieser mit modernem Tanz gelten als bemerkenswert. Im Rahmen ihrer Forschung soll sie vor allem die Folklore der Chokwe, einer Volksgruppe im Nordosten Angolas, untersucht, erforscht und für den Tanz angewandt haben.
Neben ihrer Interpretation angolanischer Traditionen, gelten ihre Choreografien auch als Kritik an den sozialen Missständen des Landes wie des politischen Systems. Sie selbst definiert Tanz nicht nur als passive Aktivität, sondern als wichtiges Werkzeug der Intervention.
Marques dokumentierte ihre Arbeit des zeitgenössischen Tanzes in drei Büchern: A Alquimia da Dança (1999), A Companhia de Dança Contemporânea de Angola (2003) und Para uma História da Dança em Angola – Entre a Escola e a Companhia: Um Percurso Pedagógico (2008/09).
Für ihre Arbeit erhielt sie verschiedene Ehrungen: 1995 verlieh ihr der angolanische Verband der Künstler und Komponisten UNAC den Prémio Identidade. 2006 erhielt sie vom angolanischen Kulturministerium das Ehrendiplom (Diploma de Honra).

## Werke

### Veröffentlichte Bücher
- 1999: A Alquimia da Dança
- 2003: A Companhia de Dança Contemporânea de Angola
- 2008/09: Para uma História da Dança em Angola – Entre a Escola e a Companhia: Um Percurso Pedagógico

- 2017: Máscaras Cokwe – A Linguagem Coreográfica de Mwana Phwo e Cihongo

### Stücke
- 1991: A propósito de Lueji
- 1992: Mea culpa
- 1993: Imagem & movimento
- 1994: Palmas, por favor!
- 1996: Neste país
- 1997: Uma frase qualquer...e outras (frases)
- 1998: Agora não dá! ‘tou a bumbar ...
- 1999: Os quadros do verso vetusto
- 2009: Peças para uma sombra iniciada e outros rituais mais ou menos
- 2011: O Homem que chorava sumo de Tomates
- 2014: Solos para um Dó Maior